# Marc Gisin
Marc Gisin, né le 25 juin 1988 à Viège, est un skieur suisse. Il a notamment terminé troisième du classement général de la Coupe d'Europe en 2010 et troisième du classement de descente de la Coupe d'Europe en 2014. Il est le frère des skieuses Dominique Gisin et Michelle Gisin.

## Biographie
Marc Gisin naît le 25 juin 1988 à Viège, trois ans après sa grande sœur Dominique et quatre ans avant sa petite sœur Michelle. Ses parents, Bea et Beat, sont deux professeurs de sport établis à Engelberg depuis 1996.
Suivant les traces de sa grande sœur Dominique, et comme plus tard sa petite sœur Michelle, Marc Gisin fréquente la Sportmittelschule d’Engelberg où il passe sa maturité gymnasiale, entamant dans le même temps sa carrière de skieur, en participant à ses premières courses FIS en 2003. Après plusieurs années à guerroyer à ce niveau, Gisin participe à ses premières manches de Coupe d'Europe en 2006, sans marquer de points. En mars 2007, il participe aux Championnats du monde juniors disputés à Altenmarkt en Autriche, où il décroche une 30e place en slalom géant, une 31e en descente et une 32e en super-G.
Lors de la saison 2007-2008, il participe à plusieurs courses de Coupe d'Europe, toujours sans se classer dans les trente premiers. Il participe également aux championnats du monde juniors à Formigal en Espagne, où il récolte une 10e place en descente, une 21e en slalom spécial, une 30e en descente avant de connaître l’élimination lors du slalom géant.
Il marque ses premiers points en Coupe d'Europe au cours de la saison 2008-2009, qu’il boucle à la 17e place du général. Il remporte même sa première course à ce niveau lors de la descente de Crans-Montana en mars 2009. Il participe également à sa première épreuve de Coupe du monde lors du super-combiné de Wengen. Il continue sa progression lors de la saison 2009-2010, qu’il termine à la troisième place du classement général, derrière son compatriote Christian Spescha et le Français Anthony Obert et à la quatrième de celui la descente, derrière les Suisses Cornel Züger (premier) et Ami Oreiller (troisième) et l’Italien Siegmar Klotz. Cette année-là, il remporte une victoire aux Orres en descente, et monte sur la troisième marche du podium à Sarntal-Reinswald (en super-G) et à Levi (en slalom géant).
Au cours de la saison 2010-2011, il marque ses premiers points en Coupe du monde, lors de la descente de Lake Louise. Il clôt sa saison au 79e rang du classement général et au 29e rang du classement de la descente. Il monte également, au cours de cette saison, sur la deuxième marche du podium lors de la descente de Coupe d'Europe disputée à Sotchi. Il connaît une excellente saison 2011-2012, avec sept places dans les 20 premiers lors des manches de Coupe du monde de descente et une 23e place finale dans ce classement spécifique (64e du classement général). Il doit néanmoins mettre prématurément un terme à saison après s’être blessé aux ligaments croisés du genou lors du super-G de Crans-Montana. De retour de blessure, il connaît une saison vierge de point en Coupe du monde, mais marque tout de même 83 points en Coupe d’Europe, avec pour meilleur résultat une cinquième place lors du super-combiné disputé à Sarntal.
Marc Gisin connaît une nouvelle saison 2013-2014 difficile en Coupe du monde, avec un seul résultat dans les trente premiers, mais termine troisième du classement final de la descente de la Coupe d’Europe, derrière ses compatriotes Silvan Zurbriggen et Nils Mani, remportant notamment une descente à Madonna di Campiglio, et terminant à la troisième place de la descente de Wengen, De retour en Coupe du monde, il se classe à quatre reprises dans les trente premiers, avec comme point d’orgue une onzième place à Wengen, mais doit mettre un terme à sa saison après une grave chute lors du super-G de Kitzbühel, qui lui vaut un traumatisme cranio-cérébral.
Le 15 décembre 2018, Marc Gisin est à nouveau victime d'une lourde chute lors de la descente de Val Gardena. Il perd l'équilibre juste avant un saut et s'envole pour retomber lourdement. Il perd connaissance quelques instants. Plus tard, les examens cliniques révèleront plusieurs fractures aux côtes. Il réintègre le groupe mondial suisse lors de la saison 2019-2020 mais ne participe qu'aux entrainements et décide de ne pas reprendre la compétition cette saison, ne se considérant pas prêt mentalement.
Le 30 novembre 2020, après onze années passées au sein de l'équipe de Suisse et à l'âge de 32 ans, il annonce qu'il met un terme à sa carrière sportive, insuffisamment remis de sa chute de 2018.

## Palmarès

### Jeux olympiques
| Édition / Épreuve   | Descente |
| ------------------- | -------- |
| JO 2018 Pyeongchang | 21e      |

### Coupe du monde
- 98 départs[Note 1]
- Meilleurs résultats[Note 1] :
  - 5e place en descente à Kitzbühel (2016 et 2018)
  - 6e place en combiné à Wengen (2016)
  - 24e place en super-G à Kvitfjell (2016)

| Saison/Classement | Général | Général | Descente | Descente | Super G | Super G | Slalom géant | Slalom géant | Slalom | Slalom | Combiné | Combiné |
| Saison/Classement | Class.  | Points  | Class.   | Points   | Class.  | Points  | Class.       | Points       | Class. | Points | Class.  | Points  |
| ----------------- | ------- | ------- | -------- | -------- | ------- | ------- | ------------ | ------------ | ------ | ------ | ------- | ------- |
| 2010-2011         | 079e    | 090     | 029e     | 067      | 056e    | 03      | —            | —            | —      | —      | 032e    | 020     |
| 2011-2012         | 064e    | 114     | 023e     | 114      | —       | —       | —            | —            | —      | —      | —       | —       |
| 2013-2014         | 129e    | 08      | 048e     | 08       | —       | —       | —            | —            | —      | —      | —       | —       |
| 2014-2015         | 103e    | 039     | 035e     | 039      | —       | —       | —            | —            | —      | —      | —       | —       |
| 2015-2016         | 052e    | 197     | 026e     | 122      | 043e    | 015     | —            | —            | —      | —      | 012e    | 060     |
| 2017-2018         | 072e    | 081     | 023e     | 071      | —       | —       | —            | —            | —      | —      | 031e    | 010     |
| 2018-2019         | 113e    | 026     | 037e     | 026      | —       | —       | —            | —            | —      | —      | —       | —       |

### Coupe d'Europe
- 86 départs[Note 1] :
- 8 podiums, dont 3 victoires[Note 1] :

| Saison/Classement | Général | Général | Descente | Descente | Super G | Super G | Géant  | Géant  | Slalom | Slalom | Combiné | Combiné |
| Saison/Classement | Class.  | Points  | Class.   | Points   | Class.  | Points  | Class. | Points | Class. | Points | Class.  | Points  |
| ----------------- | ------- | ------- | -------- | -------- | ------- | ------- | ------ | ------ | ------ | ------ | ------- | ------- |
| 2008-2009         | 017e    | 313     | 010e     | 198      | 015e    | 067     | 079e   | 03     | —      | —      | 08e     | 045     |
| 2009-2010         | 03e     | 568     | 04e      | 275      | 09e     | 114     | 018e   | 129    | 097e   | 05     | 015e    | 045     |
| 2010-2011         | 059e    | 138     | 05e      | 125      | 062e    | 013     | —      | —      | —      | —      | —       | —       |
| 2012-2013         | 095e    | 083     | 033e     | 038      | —       | —       | —      | —      | —      | —      | 05e     | 045     |
| 2013-2014         | 018e    | 310     | 03e      | 300      | 042e    | 010     | —      | —      | —      | —      | —       | —       |
| 2015-2016         | 063e    | 130     | —        | —        | 09e     | 130     | —      | —      | —      | —      | —       | —       |

### Championnats du monde junior
| Édition / Épreuve                                   | Descente | Super-G | Slalom géant | Slalom |
| --------------------------------------------------- | -------- | ------- | ------------ | ------ |
| Mondiaux juniors 2007 Altenmarkt-Zauchensee/Flachau | 31e      | 32e     | 30e          | DNF    |
| Mondiaux juniors 2008 Formigal                      | 10e      | 30e     | DNF          | 21e    |